# Gordo, Alabama
Gordo är en ort i Pickens County i delstaten Alabama, USA.